# Luís Antônio Reis da Cunha
Luís Antônio Reis da Cunha (Belém, 30 de junho de 1928 – Belém, 20 de novembro de 1998), mais conhecido como China, foi um futebolista brasileiro que atuou como meia (tanto na esquerda como na direita), notabilizado como maior ídolo desse esporte na Tuna Luso. Embora fosse luso-brasileiro como o próprio clube, sendo seu pai português, recebeu o apelido por ter olhos levemente puxados. A alcunha foi inspirada na repercussão da Revolução Comunista Chinesa, frequentemente noticiada na adolescência dele.
Apesar de ao longo da carreira ter recebido ofertas até de equipes da Região Sudeste do Brasil, notadamente um interesse do Corinthians noticiado nacionalmente em 1956  e em 1957, e outro do Vasco da Gama, também em 1957, China seguiu na Tuna. Defendeu a “Águia do Souza” por mais de dez anos seguidos, em período no qual os cruzmaltinos mais puderam antagonizar com a dupla Remo e Paysandu nos torneios paraenses. Na chamada “Era China”, a Tuna também se tornou o primeiro time do Pará a disputar o Brasileirão, na Taça Brasil de 1959.
China também é o único futebolista tunante a ter quatro títulos oficiais no futebol como jogador titular, desconsiderando-se troféus de torneios amistosos. Venceu os campeonatos paraenses de 1948, 1951, 1955 e 1958, em um período em que o Paysandu vivenciou seu pior jejum histórico (nove anos de 1947-56) e no qual os clássicos com o Remo também tiveram o auge de hostilidades. O jogador também obteve títulos de “campeão do norte” com a seleção paraense no antigo e então valorizado Campeonato Brasileiro de Seleções Estaduais. Jogou por essa a seleção entre 1950 e 1960.
Bom driblador, veloz  e considerado atrevido, ele já aplicava chutes similares à folha-seca características de Didi antes de este consagrar nacionalmente a jogada em 1957. Em sua homenagem, a Federação Paraense de Futebol instituiu, a partir de 2024, a “Taça Antônio Cunha” para premiar os campeões da nascente Supercopa local.

## Carreira

### O primeiro estadual e a volta olímpica internacional

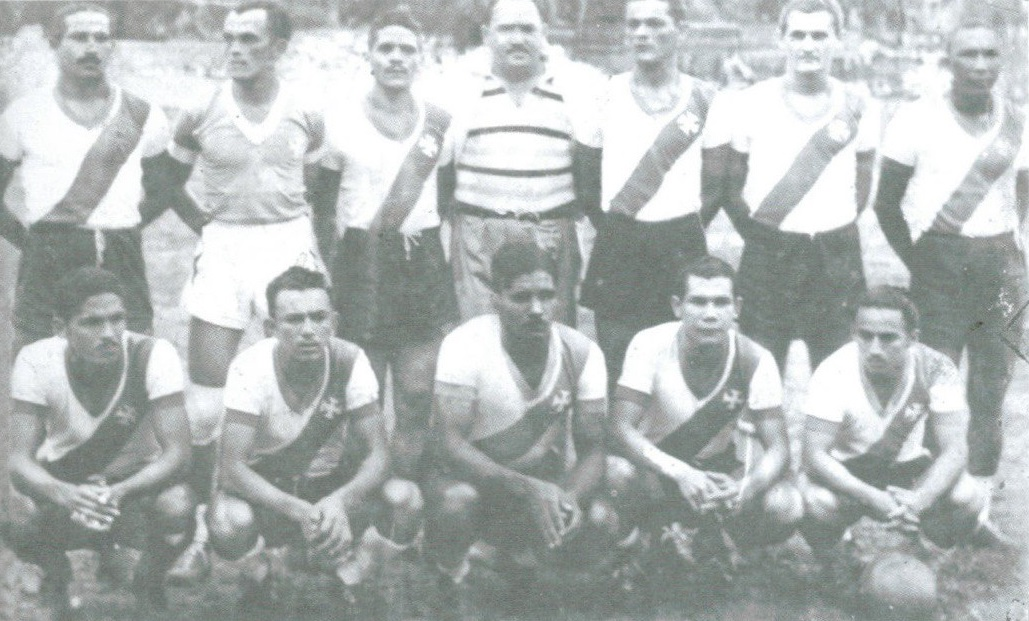
Segundo agachado na Tuna Luso que venceu o campeonato paraense de 1948: Bereco, Dodó, Sabá, técnico Salvador Perine, Conde, Totinha e Biroba; Palito, China, Tidoca, Teixeirinha e Daniel.

Em sua juventude, já trabalhava como torneiro mecânico, na Pará Electric, gerando desaprovação do pai, o português António Augusto Cunha, a frequência com que se propunha a jogar futebol – inicialmente, em times do bairro de São Brás, onde defendeu primeiramente o Bacurau Esporte Clube e depois o Ancorino Futebol Clube. Steleo Menezes, que na década de 1980 viria a ser presidente do Tribunal Regional Eleitoral do Pará, convenceu o pai de China a, ainda que relutantemente, autoriza-lo a seguir jogando quando o Ancorino foi convidado a disputar partida no município de Castanhal. China marcou dois gols em vitória de 4-1.
Ganhando fama em jogos de várzea, China foi em 1947 observado por Miguel Cecim,  nome histórico da Tuna Luso – único treinador três vezes campeão paraense com o clube, em 1951, 1958 e 1988. Cecim na época treinava os juvenis tunantes e seu convite a China foi rapidamente aceito. Após somente três partidas pela equipe cruzmaltina juvenil, China foi guindado à de aspirantes. Em 14 de dezembro de 1947, conseguiu seu primeiro gol pela equipe principal, ocasião em que já conseguiu marcar três vezes, em goleada de 9-1 sobre o Transviário, pelo campeonato paraense daquele ano.
O Paysandu foi o campeão de 1947, seu quinto troféu seguido, feito que em janeiro de 1948 originou seu apelido de “Papão da Curuzu”. Pelo restante de 1948, os alviazuis, treinados pelo pioneiro educador físico Nagib Coelho Matni, tiveram a temporada recordista de gols – 130, incluindo-se amistosos. Mas a campeã estadual foi a Tuna, já sob protagonismo de China, autor do único gol no duelo pelo Torneio Início e, no estadual, autor de outro em clássico Pa-Tu vencido por 4-1. Ele também marcou em vitória de 5-3 no clássico Re-Tu. A Tuna, que em 1937, 1938 e 1941 havia obtido seus três primeiros títulos paraenses no futebol, encerrou ali um jejum de sete anos; a equipe tinha como único remanescente de alguma das conquistas anteriores o lateral Bereco, de 1941.
Como campeã estadual, a Tuna foi a equipe paraense requisitada por emissários da Guiana Neerlandesa para participar de quadrangular comemorativo ao aniversário da princesa Guilhermina dos Países Baixos. Voltou invicta de Paramaribo, vencendo por 4-1 o MVV, por 2-0 a própria seleção surinamesa, por 3-1 o Robinhood e por fim empatando em 1-1 na revanche com a seleção local. Bastante festejada no regresso a Belém, a Tuna tornou-se o primeiro time do Pará a obter uma conquista internacional.
Em 1949, o campeão paraense, contudo, foi o novo clube de Nagib Matni - o Remo, após nove anos de jejum, mas goleado por 4-1 com dois gols de China em amistoso em junho. Em janeiro de 1950, ele estreou pela seleção paraense, no Campeonato Brasileiro de Seleções Estaduais. Nagib era o treinador, em campanha marcante. "Campeã do Norte" ao vencer por 4-1 a seleção amazonense em Belém e, na sequência, vencer em casa por 3-2 o seleção cearense e empatar em 2-2 com ela em Fortaleza, a seleção do Pará rumou ao Rio de Janeiro para a fase final do Brasileiro, enfrentando Minas Gerais nas quartas-de-final.
O empate em 1-1 em General Severiano, em que os mineiros igualaram aos 40 minutos do segundo tempo em 26 de fevereiro, forçou jogo-extra em 1º de março, novamente dramático: Minas abriu 2-0, mas o Pará empatou – sendo de China o primeiro gol da reação, em cabeceio de "rara habilidade", na descrição do jornal carioca Diario da Noite. Antes da prorrogação, os paraenses também tiveram gol anulado e pênalti desperdiçado. No primeiro minuto do segundo tempo da prorrogação, os mineiros conseguiram o gol da vitória. Apesar do desfecho, uma multidão dirigiu-se ao aeroporto de Belém para recepcionar o retorno dos paraenses, bastante elogiados. Naqueles dias, China tivera em fevereiro prospectada sua contratação pelo Sport Recife, que havia contratado Salvador Perine; treinador tunante do título paraense de 1948. o Diario de Pernambuco chegou a noticiar o jogador como "uma das maiores revelações do futebol paraense nos últimos anos (...), parte da nova geração de cracks", como exímio "no malabarismo" e profissional "na acepção do termo".
Permanecendo na Tuna, no decorrer de 1950 ele chegou a marcar dois gols em vitória amistosa de 4-2 sobre o Paysandu, e outro em 2-0 sobre o Remo pelo estadual, sem impedir o bicampeonato dos azulinos - que ali tiveram sua única derrota no certame.

### O segundo estadual e auge do clássico com o Remo

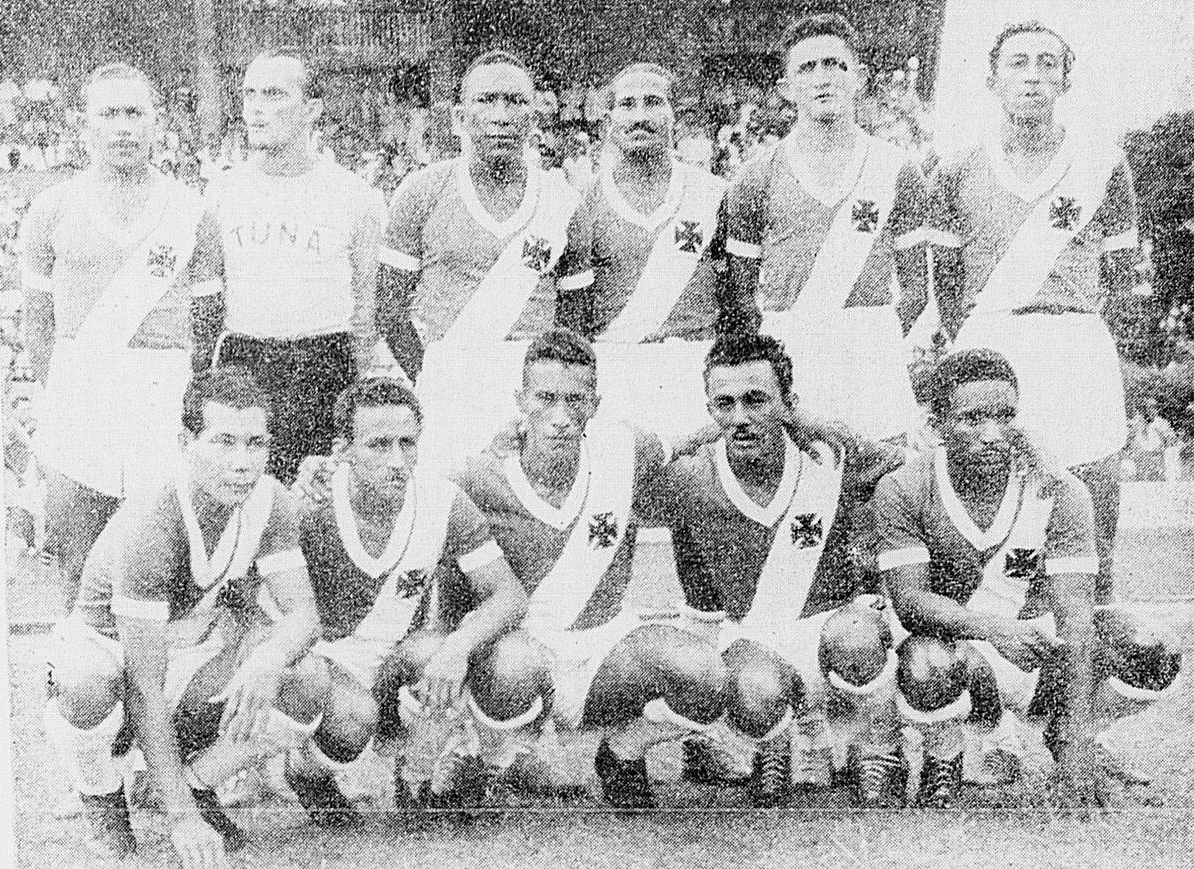
Penúltimo agachado na Tuna Luso vice do Torneio dos Campeões do Norte–Nordeste de 1952: Macaco, Dodó, Biroba, Bereco, Zé Maria e Abimael; Teixeirinha, Juvenil, Satiro, China e Daniel.

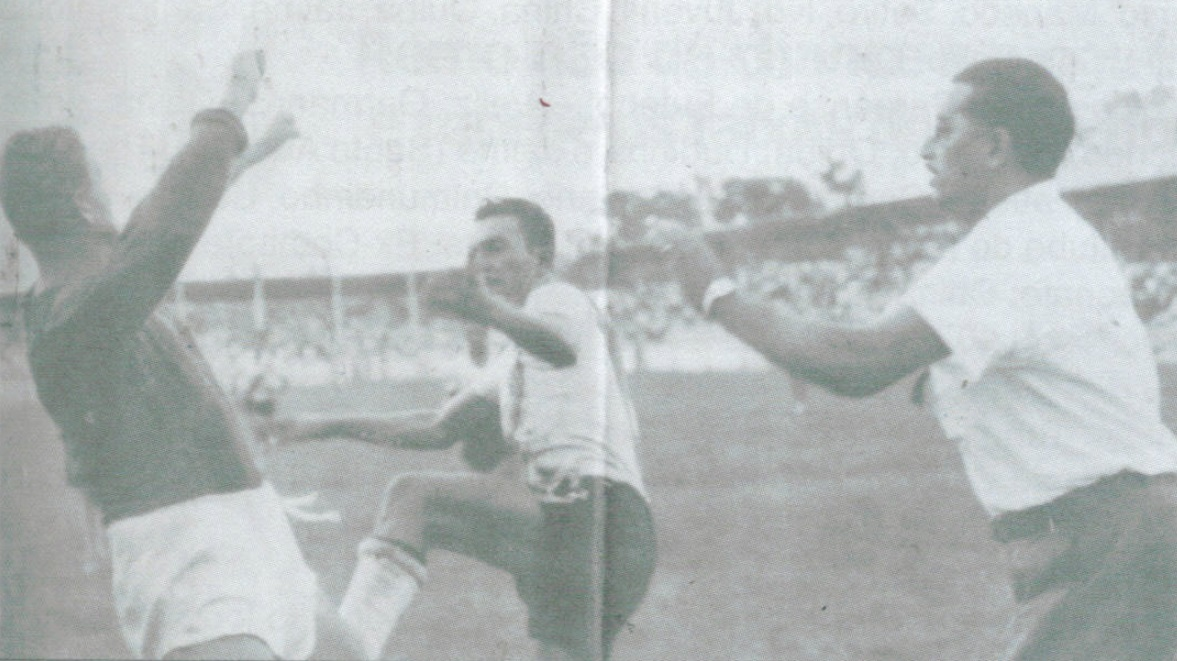
A troca de agressões com Julio Véliz em clássico Re-Tu de 1953.

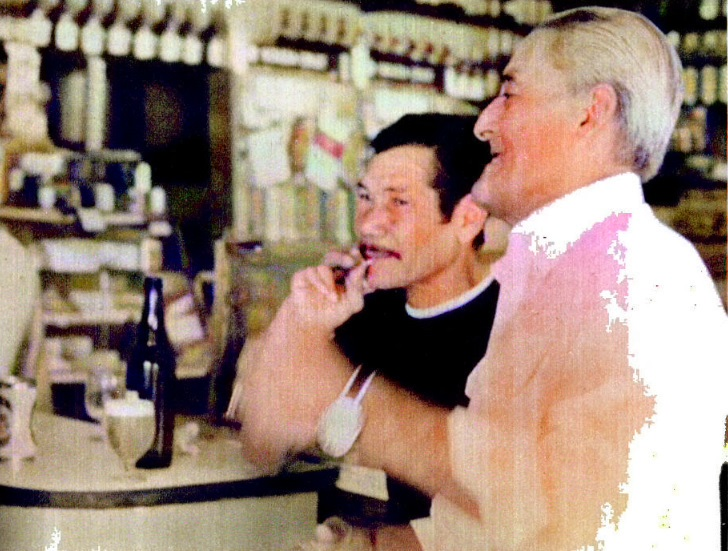
China e Véliz reconciliados em 1977, em registro da revista Placar.

O título paraense voltou ao bairro do Souza em 1951, ano em que China marcou em quatro clássicos diferentes com o Remo - primeiramente, em 4-0 pelo Torneio Início e, pelo estadual, em derrota de 3-1 e em empate em 3-3. Ao longo do estadual, ele precisou ficar quase dois meses inativo: em vitória de 6-2 em clássico com o Paysandu, em 23 de setembro, China marcou duas vezes. Contudo, também sofreu uma entorse, a tornar necessário até que engessasse o pé. Ausentou-se de três jogos, precisando recuperar-se da lesão e depois recuperar a forma, só voltando a jogar em 15 de novembro.
Nesse ínterim, o Remo venceu o segundo turno, forçando uma série melhor-de-três para definir o campeão. Bastaram dois jogos: no primeiro, a "Lusa" venceu por 4-1 em pleno Baenão, já em 23 de dezembro. Embora China não chegasse a marcar, rendeu expulsão do remista Nonato, após lance desleal deste. A segunda decisão, iniciada em 30 de dezembro na Curuzu, só foi finalizada em 6 de janeiro do ano seguinte: um forte temporal paralisou o jogo aos 41 minutos do primeiro tempo, ainda em 0-0. Na retomada da partida, Daniel abriu o marcador para a Tuna, Itaguary empatou e China recolocou a "Águia" na frente. Daniel marcou novamente, finalizando o escore.
Como campeã paraense de 1951, a Tuna participou, já em maio de 1952, do "Torneio dos Campeões do Norte–Nordeste", organizado no Recife pelo Náutico, com participação também de América de Natal, Ceará, Confiança, CRB, Treze e Ypiranga. Ao descrever a Tuna, o Diario de Pernambuco rotulou como "diabólica" a ala formada por China e Teixeirinha. Os paraenses chegaram à decisão, tendo China marcado o gol de honra na derrota de 5-1 para o anfitrião Náutico; a defesa cruzmaltina havia se comprometido ao levar dois gols antes dos 15 minutos de jogo, tendo China assinalado o tento com a partida já sob o placar provisório de 4-0. O Diario de Pernambuco considerou-o a maior figura paraense em campo, embora ressalvasse algum excesso na troca de passes, mas reconhecesse que o placar elástico causou surpresa nos próprios recifenses.
No primeiro semestre de 1952, China foi novamente convocado por Nagib Coelho Matni à delegação do Pará no Brasileiro de Seleções Estaduais, mas viajou já contundido e com escalação sob risco, não vindo a entrar em campo da campanha. Naquele ano, destacou-se especialmente contra o Paysandu; marcau em seis clássicos Pa-Tu diferentes: em 3-2 e em derrota de 2-1 peça “Taça Cidade de Belém”; em amistosos, chegou a marcar três vezes em 7-2, outras duas em 4-2 e mais uma em 2-1; e, pelo estadual, marcou em derrota de 4-2. Também pelo estadual, conseguiu sete gols em uma só partida, em 8-3 sobre o Auto Clube, além de marcar em 1-1 com o campeão Remo.
No início de 1953, Vasco da Gama e Internacional vieram a Belém, com China marcando todos os gols de honra nas derrotas paraenses. Primeiramente, quando pôde prevalecer sobre a defesa de Bellini e Augusto, marcou dois em 7-2 no jogo festivo ao cinquentenário tunante, a promover a reinauguração do estádio do Souza após dez anos desativado; contra o clube gaúcho, o jogo foi 2-1. China também marcou em três clássicos com o Paysandu (duas vezes em 3-1 e uma vez cada em derrota de 2-1 e em vitória de 2-1, todos amistosos; e em 2-1 pelo estadual) e outra em vitória de 2-0 sobre o Remo pelo estadual – que novamente viu o “Leão” campeão e, também, novamente, viu China destacar-se com sete gols sobre o Auto Clube, dessa vez vencido por 13-0. China acabaria sendo o artilheiro daquele estadual, com treze gols ao todo.
A rivalidade no clássico Re-Tu esteve especialmente áspera naquela primeira metade da década de 1950, em que os títulos paraenses se alternavam (desde 1948) apenas entre os dois. A "Lusa" causou as únicas duas derrotas do título remista de 1953 e, após a primeira delas o goleiro azulino Julio Véliz chegou a ser suspenso por troca de agressões com China. A confusão repercutiu para além do Pará, havendo registro na imprensa curitibana de que China chegara a ponto de prestar queixa-crime e que Véliz teria incorrido no artigo 129 do Código Penal Brasileiro. Na ocasião de reportagem de 1977 para a revista Placar, a reunir ambos reconciliados no mesmo bar, Véliz explicaria que "o China era um meia que jogava na Tuna Luso. Jogadorzinho atrevido, que provocava a gente". O desfecho do campeonato foi novamente uma série melhor-de-três entre Remo e Tuna, como em 1951. Cada um venceu em seu estádio e, na neutra Curuzu, o Remo venceu o terceiro - havendo depredação da sede cruzmaltina por torcedores azulinos exaltados naquele contexto.
Em 1954, China inicialmente, pela Tuna, marcou gols sobre Remo (2-2) e Paysandu (3-1) pelo Torneio Início. No Brasileiro, o Pará inicialmente derrotou por 3-2 o Amapá dentro de Macapá, com China marcando o terceiro gol da vitória, em 17 de janeiro. Ele também esteve presente nos dois jogos seguintes: vitória de 5-1 sobre os amapaenses, na revanche em Belém, no dia 24; e derrota de 1-0 em Fortaleza para o Ceará, em 1º de fevereiro. Na revanche contra os cearenses, em Belém, China não jogou e os paraenses foram derrotados por 2-0 e eliminados, gerando revolta da torcida: o ônibus que levava os jogadores chegou a ser apedrejados, em protestos endereçados sobretudo ao técnico Marituba.
Pelo campeonato paraense de 1954, a Tuna, com gol de China, chegou a derrotar o Remo por 5-2. Mas o rival, embora sofresse para a "Águia" duas derrotas, não perdeu outra vez no campeonato e pôde garantir o título por antecipação, ao empatar o Re-Pa pela penúltima rodada.

### Terceiro estadual: atraindo times do Sudeste no auge do clássico com o Paysandu

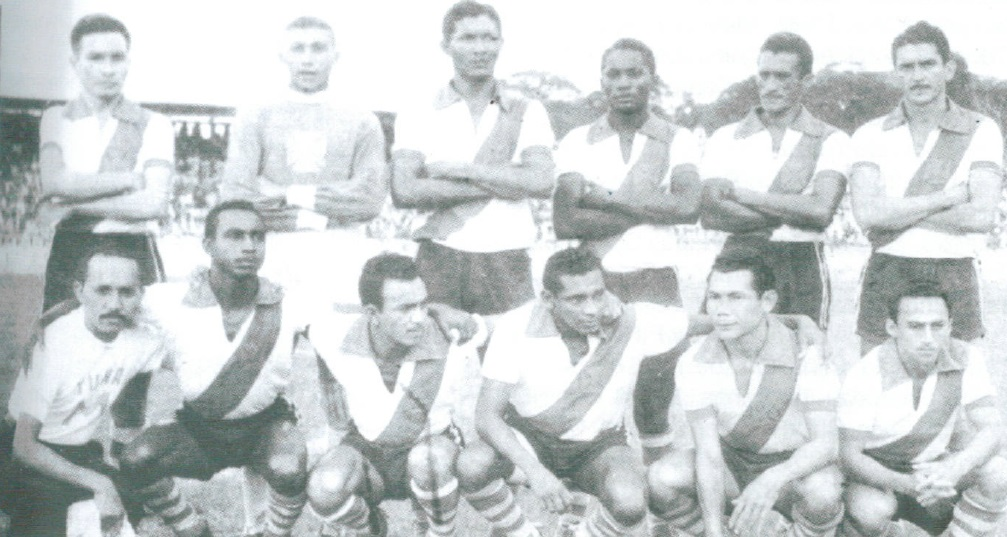
Tuna Luso campeã invicta do campeonato paraense de 1955: Mário Ney, Sarará, Nonato, Maneco, Satiro e Muniz; massagista Buck Jones, Acapu, China, Estanislau, Teixeirinha e Juvenil.

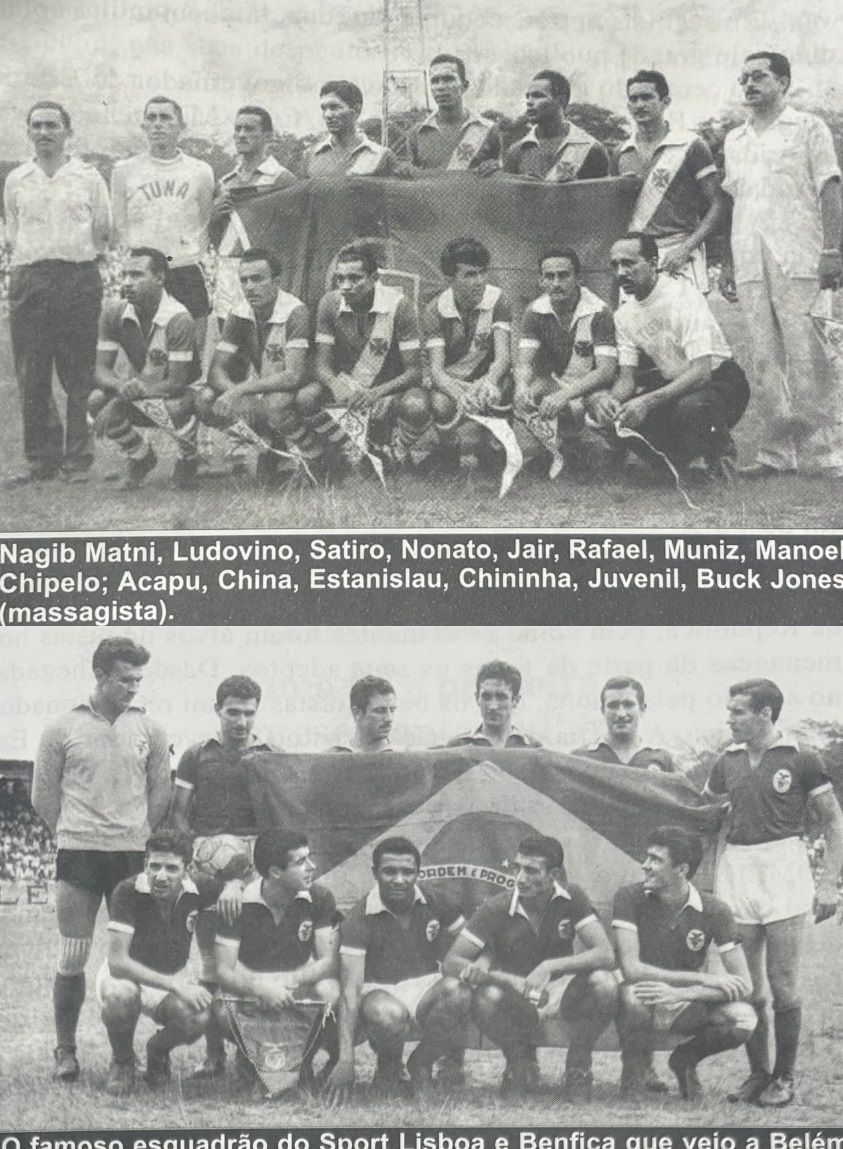
A tarde em que a Tuna Luso, portando a bandeira de Portugal, recebeu em 1957 o Benfica, que porta a bandeira do Brasil. China é o segundo tunante agachado e seu irmão Chininha, o quarto.

Em fevereiro de 1955, a Tuna Luso venceu o BSK Belgrado, por 1-0, sendo a única dos três principais clubes paraenses a vencê-lo os duelos realizados com essa equipe da então Iugoslávia. Esse resultado terminou sendo notícia nacional, pela equipe, então entre as três líderes do campeonato iugoslavo na temporada corrente de 1954-55, ser o primeiro clube europeu a visitar Belém.
Em 1955, o campeonato paraense daquele ano começou em julho. A Tuna, clube da vez treinado por Nagib Coelho Matni, ali fez sua mais perfeita campanha campeã estadual, invicta e com diversas goleadas aplicadas: 6-3 e 7-1 no Combatentes (com dois gols de China no primeiro duelo e quatro gols dele na revanche); 7-0 no Armazenador; 5-2 e 5-1, 4-1 e 3-0 no Pinheirense; além de 5-0 em um dos clássicos com o Remo (com dois gols de China).
Apesar disso, foi preciso jogar uma série de melhor de quatro pontos com o Paysandu. O chamado "supercampeonato" de 1955 começou já em 26 de fevereiro de 1956 na Curuzu, e China marcou o primeiro gol de sua equipe em movimentado 3-3. Em 4 de março, ambos empataram sem gols no Souza, cenário também do terceiro duelo entre "Águia" e "Papão", em 11 de março. China marcou um dos gols do título, em goleada de 4-0. A conquista teve saldo positivo de quarenta gols ao time campeão, que fez ainda o artilheiro e o vice-artilheiro do torneio: Estanislau, com 22 gols, e China, com 14.
Em amistosos de 1955, China também marcou gols sobre ambos os rivais: em 4-2 e os dois gols tunantes de 2-1 sobre o Remo; e em 3-0 e duas vezes em 4-2 sobre o Paysandu. Também abriu o placar contra o Vasco da Gama (vencedor por 2-1) e foi o único derrotado a ser elogiado pela imprensa da Região Sudeste do Brasil em derrota amistosa para a Portuguesa; seu gol empatou momentaneamente jogo perdido por 6-1 para a equipe paulista, campeã do Torneio Rio-São Paulo de 1955. Nas descrições dada pela Gazeta Esportiva, China "impressionou pela classe" em meio a colegas "discretos".
Em 1956, após o vitorioso estadual de 1955 ter se concluído em março do ano seguinte, China recebeu em julho uma primeira oferta do Corinthians. O negócio veio a se inviabilizar pela quantia que os alvinegros consideravam excessiva apresentada pelos dirigentes da Tuna. Ao longo do ano, o jogador marcou novos gols sobre a dupla Re-Pa: em derrota amistosa de 2-1 para o Paysandu, em vitória amistosa pelo mesmo placar sobre o Remo e os dois gols cruzmaltinos em derrota de 4-2, também para o Remo, já pelo estadual de 1956. O certame, após nove anos, voltou a ser vencido pelo Paysandu, a encerrar seu pior jejum no torneio.
Em paralelo, Nagib Matni, novamente treinador da seleção paraense, convocou China para novo Brasileiro. Primeiramente, ele marcou gols sobre Amapá e Amazonas em novo título de “campeão do Norte” ao Pará (em dezembro daquele ano). João Etzel Filho, árbitro que apitaria na Copa do Mundo FIFA de 1962, foi o juiz contra os amazonenses. Procurado pelo Jornal dos Sports, ao regressar ao Sudeste, "disse que o quadro paraense está bem constituído e possui, em suas fileiras, alguns elementos que estão capacitados para formar com sucesso em qualque grande do Rio ou de São Paulo. Faz referências a elementos que chamaram mais a sua atenção, designando (...) o meia-direita China, (...) de bom quilate". O adversário seguinte seria precisamente a Seleção Carioca, que venceu em Belém no dia 13 de janeiro, por 3-0 (gols de Índio, Vavá e Didi), no estádio da Tuna. Da equipe do Pará, o lance que mais chamou atenção contra uma defesa bem coordenada por Nilton Santos e Zózimo foi um "tiro violentíssimo" de China, no qual Castilho precisou espalmar para escanteio, em outras palavras publicadas no Jornal dos Sports.
A revanche, em 20 de janeiro de 1957, foi o primeiro jogo que algum elenco paraense disputou no estádio do Maracanã. Apesar da goleada de 6-0 sofrida para os anfitriões (dois de Vavá, dois de Índio, outro de Didi e um de Pinga), um placar mais justo ao que se vira no jogo seria o de uma vitória com bem menos gols, na avaliação da Gazeta Esportiva; e China foi descrito pelo jornal carioca Diario de Noticias como um dos poucos "valores individuais" dos paraenses, embora tenha atuado sem condições ideais de jogo: outro jornal local, o Correio da Manhã relatou que China estaria gripado; e o próprio Diario de Noticias noticiara que uma contusão também deixava dúvidas se seria escalado China, reconhecido meses antes pelo mesmo jornal como um veterano que atuava "com igual eficiência" tanto no posto de ponta-de-lança como também como recuado.
A presença do jogador no Rio de Janeiro para a partida contra a Seleção Carioca, inclusive, rendeu não só nova aproximação do Corinthians, como sondagens também do Vasco da Gama para a contratação de China - interesse este noticiado também na Gazeta Esportiva; no jornal Luta Democrática, a afirmar as "referências elogiosas" sobre o meia-direita; e no Jornal dos Sports. Em 2024, Irlane Cunha, filha do jogador, declararia: "ele teve a oportunidade de defender times de fora, mas recusou e construiu uma carreira vitoriosa aqui, ao jogar pela camisa e pelo amor".
Pelo Parazão de 1957, encerrado já em março de 1958, o campeão estadual foi novamente o Paysandu, apesar de derrota de 5-2 com quatro gols de China em um dos clássicos. China e a Tuna também se destacaram em derrota de 3-1 para o Benfica; o time de Lisboa excursionava pelo Brasil e a comunidade luso-paraense empreendeu a visita como escala ao prosseguimento da turnê benfiquista, que iria aos Estados Unidos. Em 4 de agosto, sob lotação no estádio do Souza e tendo como preliminar um Re-Pa, a Tuna perdeu por 3-1 para os portugueses, resultado considerado honroso. Também empatou-se em 1-1 com o campeão paraguaio, o Cerro Porteño, ainda em 11 de abril.
Em 1957, China marcou gols ainda em triunfos amistosos sobre Sampaio Corrêa (três vezes em 4-1 e outras duas em 5-2), Sport (4-1), Remo (3-1) e os dois gols cruzmaltinos em 2-1 sobre o Vitória, ocasião que ficou famosa por sua malícia: a partida estava em 1-1 até os 40 minutos do segundo tempo, quando um pênalti assinalado aos paraenses revoltou os baianos contra a arbitragem. Sob a promessa prévia dos dirigentes tunantes de boa bonificação financeira em caso de triunfo, China ludibriou os adversários, convencendo-os de que perderia propositalmente a cobrança. Tão logo marcou o gol, correu aos vestiários para escapar da fúria dos oponentes mais exaltados.

### Quarto estadual e primeiro paraense no Brasileirão

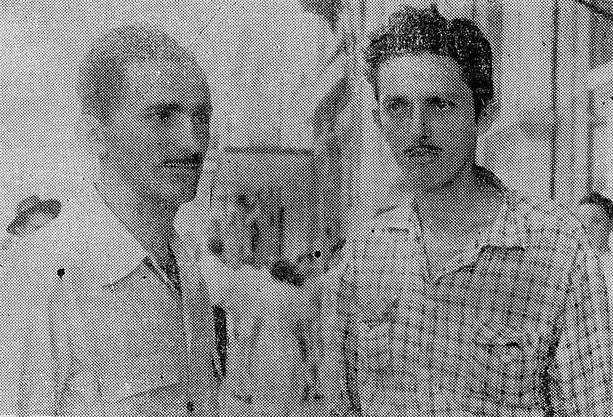
Nagib Coelho Matni e Miguel Cecim foram os técnicos da Tuna Luso no título de 1958. Cecim, que levara China ao clube, já havia treinado a Tuna no título de 1951 e Matni, no de 1955. Matni também treinou China na Seleção Paraense.

Em 1958, China conseguiu outros quatro gols em um só clássico com o Paysandu, vencido por 7-2 em janeiro pelo “Torneio Salevy”. No mesmo mês, também fez o único gol de clássico com o Remo, em outro amistoso. No estadual, a Tuna voltou a ser campeã mesmo trocando o vitorioso treinador Nagib Coelho Matni por Miguel Cecim após a oitava rodada; China, fazendo a diferença mesmo já veterano, marcou na estreia três gols em 4-1 sobre o Remo. Ao longo da campanha, conseguiu o mesmo em 5-0 sobre o Sacramenta. Contra o Pinheirense, a Tuna chegou a vencer por 8-0 com dois gols de China e outros dois de Chininha, seu irmão caçula. O veterano marcou ainda em 3-1 sobre o Paysandu pelo segundo turno.
Tal como em 1951 e em 1955, foi preciso um "supercampeonato", em melhor de quatro pontos. Todos os jogos foram no Souza, com empate em 2-2 no primeiro, em 23 de novembro. Uma semana depois, China abriu o placar de novo 4-1 sobre o "Leão", repetindo-se o placar da rodada inaugural. Em 7 de dezembro, o rival venceu por 1-0, o que pelo regulamento forçou mais uma partida, para 14 de dezembro. China fechou o placar na vitória de 3-1 no jogo que garantiu a conquista.
O irmão Chininha teve na campanha de 1958 seu primeiro (e único) título com a Tuna. Por vezes, foi referido como "China II" enquanto o mais velho era o "China I". O mais velho também foi agente da carreira do mais novo, que, igualmente contemplado com a seleção paraense e prestígio no meio futebolístico local, chegou a atrair interesse do clube português Vitória de Guimarães.
O título de 1958, o sétimo da história da "Lusa", também fez de China à o único futebolista tunante tetracampeão paraense como titular: Setenta, Cinco, Lulu e Conegas (todos participantes dos títulos de 1937, 1938 e 1941), Bereco (1941, 1948 e 1951), Teixeirinha (ambos de 1948, 1951 e 1955) e Nonato (1948, 1951 e no próprio 1958) foram tricampeões. O goleiro Sarará, que em 1966 completou dezoito anos servindo a Tuna, compôs elenco nos quatro títulos, mas como reserva de Dodó nos de 1948, quando não chegou a jogar, e de 1951; o ponta Juvenil, outro a chegar em 1948, permaneceu jogando no clube até 1959, também sendo quatro vezes campeão, mas participando de seis dos doze dos jogos da campanha de 1948 e ausentando-se de sete dos dezenove jogos de 1958.
Tal como em 1953, em 1958 China foi novamente o artilheiro da competição – dessa vez, com quinze gols. O título estadual de 1958 também classificou a Tuna Luso para a edição inaugural da Taça Brasil de Futebol, a de 1959, fazendo da Tuna o primeiro time paraense a disputar o Brasileirão. Naquele ano, China marcou os dois gols em empate em 2-2 com o Sport, em partida amistosa, e outros dois em 3-1 sobre o primeiro adversário na Taça Brasil – o campeão maranhense de 1958, o Ferroviário.
Na fase seguinte, porém, a Tuna terminou eliminada precisamente pelo Sport, que já tinha consigo o ex-tunante Zé Maria, paraense que naquele ano participaria com a Seleção Brasileira na Copa América realizada no Equador. O clube pernambucano eventualmente veio a contratar (em maio de 1960) o irmão Chininha, que no seguimento da carreira defenderia também o Paysandu (já como reserva do time campeão paraense de 1965).

### Anos finais

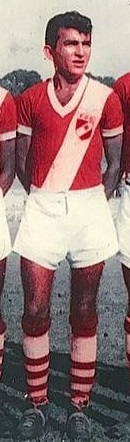
O irmão Chininha em 1959, pela Seleção Paraense.

Em outros jogos de 1959, China marcou duas vezes em 4-2 amistoso sobre o Paysandu e outras duas em 3-1 aplicado pela Tuna sobre a própria seleção paraense, ao passo que o estadual voltou a ser decidido entre a dupla Re-Pa; embora o Remo pudesse vencer por 7-0 um clássico Re-Tu (sem China em campo), o campeão foi o outro rival, fazendo com que na metade final da década de 1950 apenas Tuna e Paysandu se alternassem nos títulos paraenses. Ao fim do ano, China e Chininha reforçaram a seleção em nova campanha "campeã do Norte" no Campeonato Brasileiro de Seleções Estaduais, ainda que sob tumulto de apedrejamento da torcida amazonense na vitória de 3-2 em Manaus sobre a seleção rival.
Em 1960, China marcou seus últimos gols no clássico Pa-Tu: em derrota de 3-2 em 20 de março, ainda válida pelo estadual de 1959, e em vitória amistosa de 2-1 em outubro. O campeão paraense, após seis anos, voltou a ser o Remo – contra quem China marcou duas vezes na campanha, em derrota de 3-1 e em vitória por 2-1.
Em 1961, a Tuna teve o artilheiro do campeonato em Walmir, irmão do maior goleador do Botafogo, Quarentinha. Mas o campeão foi o Paysandu, a consolidar sua vitoriosa era liderada desde 1956 por outro Quarentinha. China ficou a três gols dos onze feitos pelo colega Walmir: marcou no 1-1 com o Liberato de Castro, três vezes no 7-0 sobre o Yamada, duas vezes em 6-0 sobre o Sacramenta e, por fim, os dois gols do triunfo luso no clássico Re-Tu.
A temporada de 1962 já não contou com gols de China, mas ele ainda fez-se presente, figurando em chamativo triunfo na primeira semana de fevereiro sobre o Bangu, tanto por ser o único clube paraense a vencer o clube do zagueiro Zózimo, que em poucos meses se sagraria campeão titular com a Seleção Brasileira na Copa do Mundo FIFA de 1962; como pelo prognóstico altamente favorável à equipe carioca: campeões em Nova York na International Soccer League de 1960 e de torneio na Áustria em 1961, ano em que os alvirrubros terminaram o campeonato carioca (finalizado em dezembro) atrás somente do campeão e dos vices. O Bangu, que já havia vencido Remo por 3-1, na sequência goleou por 4-1 o Paysandu e assim dividiu o título do quadrangular com os tunantes.
Ainda em fevereiro, China foi alçado a jogador-treinador da Tuna para excursão ao Amazonas, em dupla técnica com o antigo colega Juvenil. Já no campeonato paraense, Walmir foi novamente a principal referência ofensiva cruzmaltina, terminando outra vez na artilharia. Ele e China puderam vencer antecipadamente o segundo turno, com o triunfo de 2-1 em clássico Pa-Tu em 18 de novembro. No entanto, o rival, já campeão do primeiro turno, se recuperou e venceu os dois jogos extras contra China (ainda futebolista, ao passo que Juvenil já havia parado de jogar), em dezembro, nos dias 23 e 30. Para 1963, a "Lusa" já seria treinada por Armando Monteiro.

## Legado

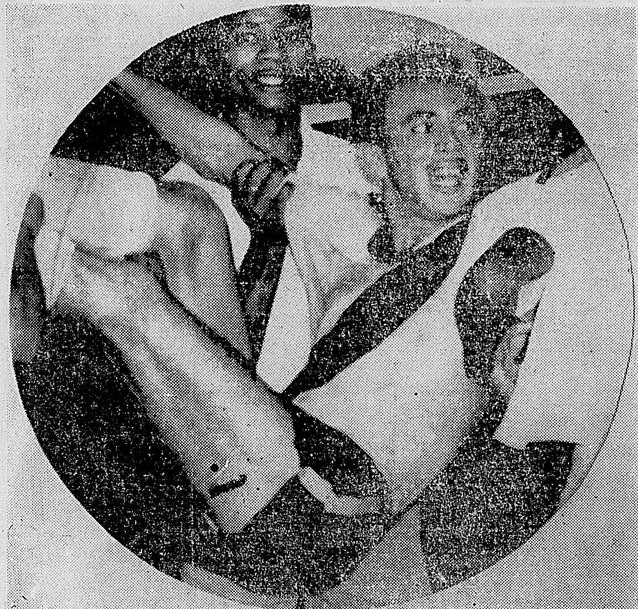
Carregado em 1951, ano de seu segundo título estadual com a Tuna.

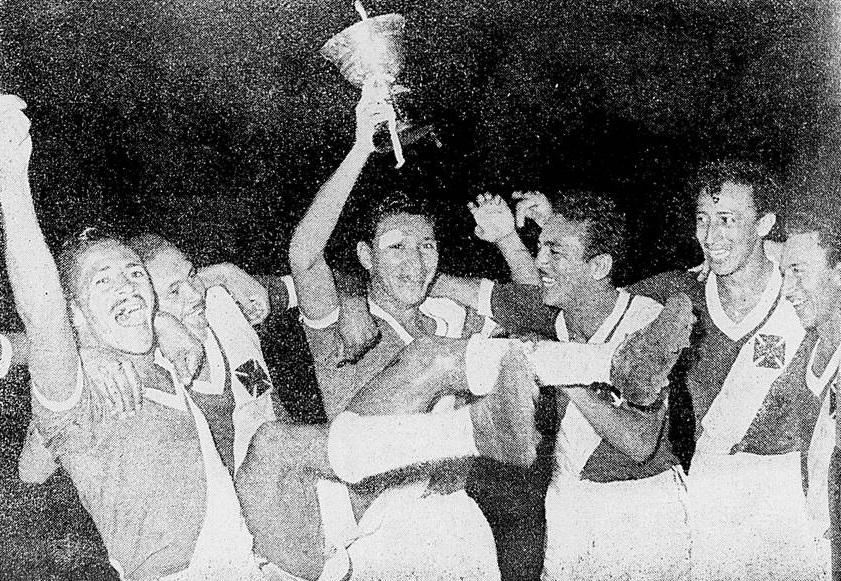
Antepenúltimo jogador em registro de uma das comemorações que teve na Tuna.

Casado com Edith, tiveram três filhos: Irene, Irlane e Luís Júnior. Após parar de jogar, se voltou à empresa familiar, aberta com o irmão Chininha e com o próprio pai - uma oficina de lanternagem de veículos, nomeada de "Cruzmaltina" em homenagem ao clube do lar.
Em 2013, foi publicado o primeiro volume de Gigantes do Futebol Paraense, livro com cem perfis de diferentes futebolistas nativos ou com passagens expressivas por clubes locais. Na capa, China representou a Tuna Luso juntamente com os ícones máximos dos outros clubes campeões estaduais no século XX: Alcino simbolizou o Remo, o Paysandu foi retratado por seu segundo Quarentinha e o extinto União Sportiva foi reproduzido por Marituba. Primeiro campeão (1908) e primeiro bicampeão paraense (1910), o União era precisamente a terceira força do futebol estadual, abaixo da dupla Re-Pa, até a virada da década de 1930 para a de 1940 começar a ver a Tuna a brigar pelo posto, consolidado com a "Águia" dos tempos de China, fazendo o União desativar-se em 1967.
Por outro lado, pelos sessenta anos seguintes à temporada final do craque (1961), a Tuna, embora terminasse o século XX como a equipe paraense mais vezes campeã nacional (na Série B de 1985 e na Série C de 1992) e revelasse em especial Manoel Maria, Edson Cimento, Giovanni, Jobson, Vélber,, um artilheiro da Libertadores (Gauchinho) e desenvolvesse nos infantis também Paulo Henrique Ganso, só voltou a vencer três vezes a nível estadual - em 1970, 1983 e 1988, menos vezes do que os quatro títulos acumulados nos quatorze anos da "Era China".
China faleceu em 20 de novembro de 1998, sob outro contexto: os referidos títulos nacionais tunantes em 1985 e em 1992 recebiam apoio das torcidas de Remo e Paysandu, desde a década de 1970 também largamente adeptas das instalações sociais da Tuna,  por sua vez satisfeita em revelar jogadores para a dupla principal - ou propensa até mesmo em desativar um deficitário departamento de futebol profissional, corrente que já existia na mesma década de 1970 entre alguns diretores. Na década de 2010, a decadência do futebol tunante mostrou-se ainda mais acentuada, à medida em que a Tuna viu-se mais de uma vez rebaixada à segunda divisão do próprio campeonato paraense, chegando até a passar cinco anos seguidos sem conseguir disputar a primeira.
Em 2001, em um júri formado pelo Diário do Pará por 21 cronistas esportivos paraenses com mais de 50 anos de idade, China foi eleito para a seleção paraense do século XX - alinhada com Dico, Oliveira, Dutra, Socó e Cuca; Natividade, Quarentinha e China; Manoel Maria, Alcino e Neves, treinados por Miguel Cecim. Cerca de vinte anos depois, em 2020, quatorze dos eleitores seguiam vivos e foram novamente consultados. Deles, somente três entenderam pertinente fazer alterações, mas mesmos estes não retiraram China da escalação.
Em 2024, a Federação Paraense de Futebol, em homenagem ao ex-jogador, nomeou de "Antônio Cunha" a taça a ser entregue à nascente Supercopa estadual, travada inicialmente entre o campeão paraense e o vencedor da segunda divisão estadual. A escolha do nome foi celebrada por "todas as camisas", conforme enfatizado em anúncio da federação na ocasião da edição de 2025, na qual a Taça Antônio Cunha passou a ser disputada entre o campeão estadual e o vencedor da Copa Grão-Pará.

## Títulos
Tuna Luso
- Campeonato Paraense: 1948, 1951, 1955 e 1958 [1][2][7]
- Torneio Início: 1948 e 1953 [7]
- Torneio Princesa Guilhermina dos Países Baixos: 1949 [29]

Seleção Paraense
- Etapa Norte do Campeonato Brasileiro de Seleções Estaduais: 1950, 1952, 1956, 1959 [19]

Individual
Artilheiro do Campeonato Paraense: 1953 e 1958 